# Bartolommeo Capasso
Bartolommeo Capasso (Napoli, 22 febbraio 1815 – Napoli, 3 marzo 1900) è stato uno storico e archivista italiano.

## Biografia

### Origini e percorso formativo

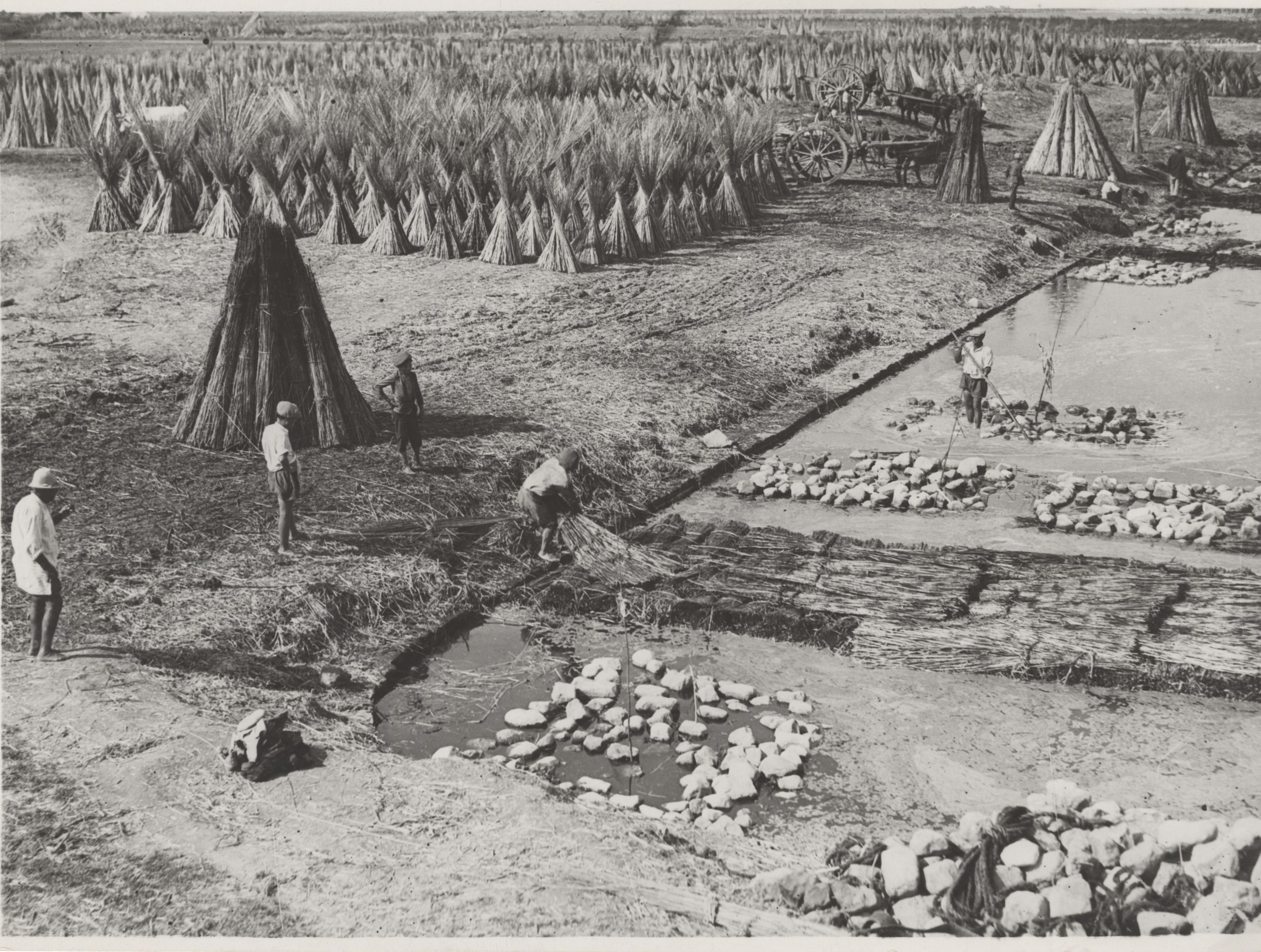
Frattamaggiore, coltivazione della canapa

Bartolommeo Capasso vide la luce a Napoli il 22 febbraio 1815, nel quartiere Porto, nella casa di proprietà paterna, al n. 15 di via Principessa Margherita, all'epoca denominata supportico Caiolari, una casa che era appartenuta ai Figliamonti e che suo padre aveva acquistato essendo la prima moglie appartenente a quella famiglia. Entrambi i genitori erano di Frattamaggiore. Il padre, Francesco, era un ricco commerciante di canapa; la madre, Maria Antonia Padricelli, fu un «raro esempio di cristiane e domestiche virtù», come egli ebbe a definirla dedicandole, nel 1846, la “Topografia storico archeologica della Penisola Sorrentina” e la raccolta di antiche iscrizioni, edite, appartenenti alla medesima. Rimasto orfano del padre, nel 1824 Bartolommeo si iscrisse al seminario di Napoli, dove cominciò i suoi studi, per trasferirsi, due anni più tardi, nel seminario di Sorrento, dove si era trasferito con la famiglia, perché la madre ebbe a risposarsi con un facoltoso possidente sorrentino.
Si dimostrò già in tenera età un talento nell'apprendimento, soprattutto del latino, del greco e della storia antica. Era dotato di valido spirito critico, frequentò in quegli anni, la scuola di Domenico Aulisio, futuro letterato e giurista. A 18 anni intraprese un lungo viaggio per la penisola italiana, durante il quale ebbe modo di constatare la grave carenza della ricerca storiografica nell'Italia meridionale, già da lui evidenziata nel corso degli studi.
Appassionato assai della storia di Napoli, Capasso dedicò l'intera sua vita agli studi di storia e topografia antica della sua città, trascorrendo la sua esistenza come archivista tra libri, antiche pergamene e contenuto di atti notarili rogati nei vari periodi storici. Modesto, riflessivo, seppe guadagnarsi stima e apprezzamento per il suo lavoro.

### Dall'Accademia Pontaniana alla direzione del Grande Archivio di Stato di Napoli

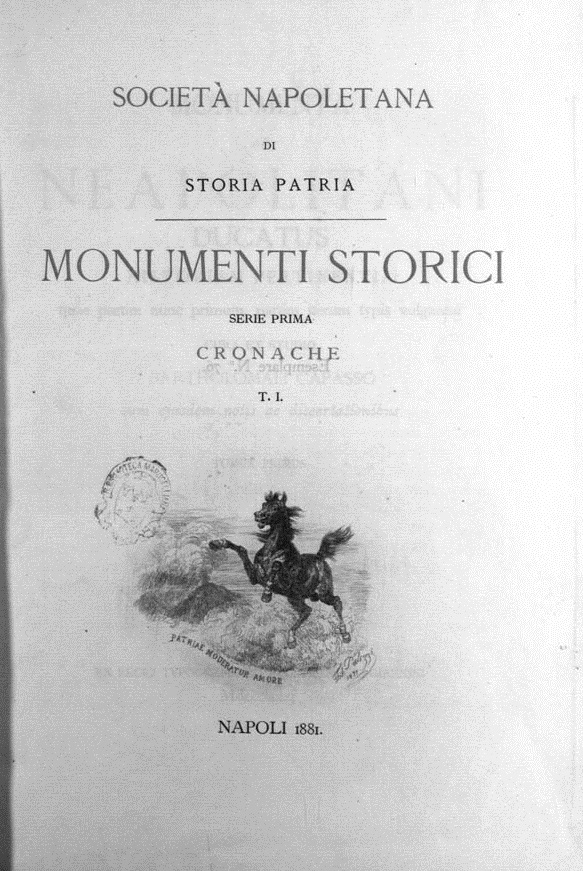
Monumenta ad Neapolitani ducatus historiam pertinentia, 1881.

Dopo aver dato alle stampe i suoi primi lavori di erudizione vedi “Scritti principali”, nel 1856 divenne socio dell' Accademia Pontaniana, di cui sarà presidente. L'anno successivo entrò anche nell'Accademia Ercolanese, sulle cui ceneri sorse la Società reale di archeologia, letteratura e belle arti, della quale Capasso fu lungamente presidente. A Napoli nel 1876 collaborò con Carlo Troya suo insegnante e assieme ad alcuni studiosi quali Camillo Minieri Riccio Giuseppe de Blasiis e Benedetto Croce, fondarono la Società napoletana di storia patria, ente che presiedette, ininterrottamente, dal 1883 sino alla morte.
Il filosofo Benedetto Croce, memore della stima nei suoi confronti, in un suo scritto volle ricordare le sue parole riferite al muraglione e agli archi dell'Anticaglia: «Per me e per quanti amano le patrie glorie, quelle mura sono sacre; io le guardo sempre con religiosa venerazione. Passando sotto le basse volte di quegli archi, la mia fantasia attraversa i secoli e, come per incanto, si trasporta ai tempi che furono. Essa ricostruisce il diruto teatro, in cui Claudio fece rappresentare le sue commedie, e volle Nerone dar saggio della sua voce e dell'arte sua musicale. Ricostruisco il foro, le terme, il ginnasio, i portici, le mura: tutta l'antica città, insomma, si presenta come un panorama alla mia memoria». 

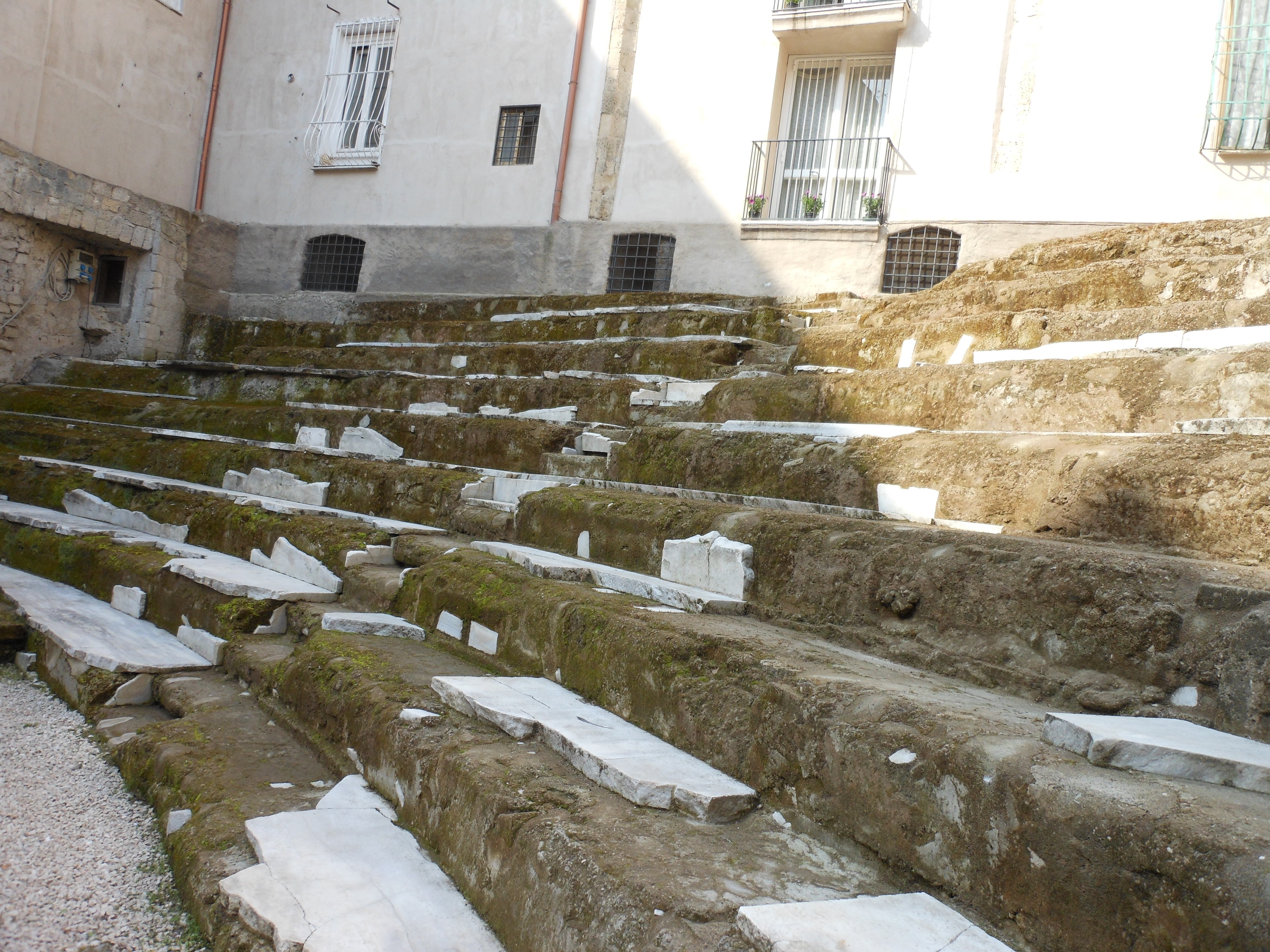
Il teatro romano di Neapolis (detto anche teatro romano dell'Anticaglia) è un sito archeologico che sorge nel cuore del centro storico di Napoli, presso il decumano superiore.

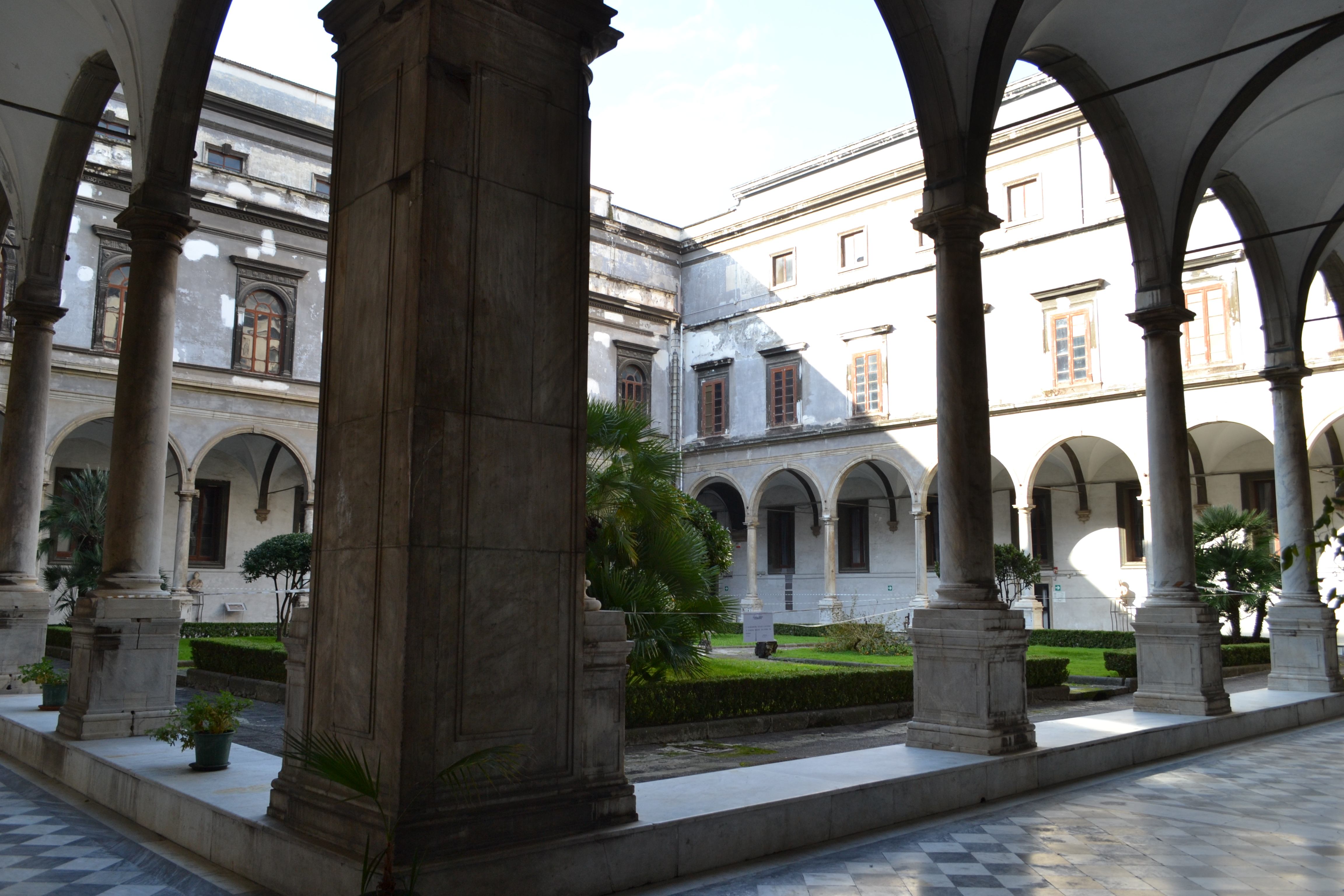
Il chiostro del Monastero dei Santi Severino e Sossio, dell'omonima chiesa-Archivio di Stato di Napoli.

Nel 1881 pubblicò il primo dei tre libri sulla storia del ducato napoletano, considerato dalla critica il suo capolavoro dal titolo: “Monumenta ad Neapolitani Ducatus pertinentia quae partim nunc primum, tartim iterum typis vulgatur…”.
Nel 1882 il governo italiano gli affidò l'incarico di Soprintendente dell'Archivio di Stato di Napoli, ruolo che accettò dopo notevoli insistenze. Infatti il Grande Archivio non giaceva nel disordine ed era stato bandito un concorso statale per una nuova riordinazione dei documenti. 
Capasso, una volta accettato l'incarico, non si perse d'animo e, convintosi che un paese senza memoria è un paese senza identità, spinto dal desiderio di elevare un monumento di gloria al passato di Napoli, si accostò con impegno nel la ricerca.  Profuse quindi in quel luogo un eccezionale impegno di Archivista, contribuendo tra l'altro a dare alla luce fasci di pergamene abbandonate, collocandole divise per periodi; "Anteriori al 1806 e posteriori", divise per organismi emittenti: Tribunale di San Lorenzo, altri tribunali, deputazioni, ecc...
Concluse brillantemente la sua carriera universitaria in giurisprudenza a Napoli, dove il filosofo Giambattista Vico aveva lasciato il segno della sua centralità culturale, e dove tenne una profonda e feconda amicizia con Pietro Giannone, e con Gian Vincenzo Gravina.

### Onorificenze e ultimi anni
Nel 1886 ricevette la laurea honoris causa dall'Università di Heidelberg. Nel 1887 fu nominato socio nazionale dell'Accademia Nazionale dei Lincei.
Tra le altre onorificenze concesse al Capasso vanno ricordate le nomine di Commendatore dell'Ordine della Corona d'Italia nel 1877 e Commendatore dell'Ordine dei Santi Maurizio e Lazzaro nel 1899 e, nello stesso anno, la  medaglia d'oro per benemerenze patrie dal Comune di Napoli.
A lui si deve un «magistrale riordinamento della Cancelleria angioina, prezioso per i lavori di ricostruzione che sono stati avviati da Filangieri (I Registri, 1950) nel dopoguerra».
Morì il 3 marzo del 1900 a Napoli, ebbe funerali semplici e modesti, come da lui stesso desiderati: «Desidero funerali modestissimi, come modestissimamente vissi. Sola pompa, l'accompagnamento dei poveri di San Gennaro ed un carro di seconda classe. Non fiori né discorsi, perché della benevolenza dei miei concittadini ho avuto troppe pruove anche superiori ai miei meriti».
A lui è dedicata una strada, accanto il palazzo del Grande Archivio.

## Opere
(elenco parziale)
- (LA) Monumenta ad Neapolitani ducatus historiam pertinentia, vol. 1, Napoli, Giannini, 1881.
- Topografia storico-archeologica della Penisola Sorrentina, e raccolta di antiche iscrizioni edite ed inedite appartenenti alla medesima, s.e., Napoli 1846
- Memorie storiche della Chiesa Sorrentina, Stab. Antologia legale, Napoli 1854
- Sull'antico  sito di Napoli e Palepoli. Dubii e conghietture, Stab. Antologia legale, Napoli 1855
- Della vita e delle opere di Pietro della Vigna, Tip. dell'Ancora, Napoli 1861
- Il Tasso e la sua famiglia a Sorrento. Ricerche e narrazioni storiche, Nobile, Napoli 1866
- Sul catalogo dei feudi e dei feudatari delle province napoletane sotto la dominazione normanna, stamp. della Regia Università, Napoli 1868
- Sulla storia esterna delle costituzioni del regno di Sicilia promulgate da Federico II, tip. della Regia Università, Napoli 1869
- Catalogo ragionato  dei libri, registri e scritture esistenti nella sezione antica o prima serie dell'Archivio Municipale di Napoli, 2 voll., Tip. Giannini, Napoli 1876 e 1899
- Sulla circoscrizione civile ed ecclesiastica e sulla popolazione della città di Napoli dalla fine del secolo XIII al 1809. Ricerche e documenti, Tip. della Regia Università, Napoli 1883
- Gli archivii e gli studi paleografici e diplomatici nelle province meridionali fino al 1818, Tip. Giannini, Napoli 1885
- Inventario cronologico-sistematico dei registri angioini conservati nell'Archivio di Stato di Napoli, Napoli, 1894
- Napoli greco-romana esposta nella topografia e nella vita. Opera postuma di Bartolommeo Capasso, Società napoletana di storia patria, Napoli 1905